# Zack Zero
Zack Zero est un jeu vidéo d'action et de plates-formes développé et édité par Crocodile Entertainment, sorti en 2012 sur Windows et PlayStation 3.

## Accueil
- Destructoid : 3/10[1]
- GameSpot : 4/10[2]
- IGN : 4/10[3]
- Jeuxvideo.com : 13/20[4]